# 狸穴 (つくばみらい市)
狸穴（まみあな）は、茨城県つくばみらい市にある地名。郵便番号は300-2302。
　

## 概要
つくばみらい市の中部に位置し、地域内は茨城県道19号取手つくば線が入口付近に通っており、入口からの道路に沿うように住宅地が広がる地区が当地区である。住宅地を中心につくば市の境付近は農地が構成されている。地域内にはつくばみらい市立伊奈第四保育所がある。
東はつくば市上岩崎・下岩崎、西は伊奈東・板橋、南は大和田、北は高岡・つくば市境松と接している。

## 世帯数と人口
2017年（平成29年）8月1日現在の世帯数と人口は以下の通りである。
| 大字 | 世帯数  | 人口    |
| ---- | ------- | ------- |
| 狸穴 | 474世帯 | 1,099人 |

## 交通
つくばみらい市コミュニティバス「みらい号」が地域内を走っている。隣の板橋地区内を走る、つくば市谷田部地区・常磐線取手駅を結ぶ路線バスも利用可能である。
「板橋」を参照
コミュニティバス
地域内には「狸穴」、「狸穴西」、「ひまわり台入口」、「狸穴団地」の4つの停留所がある。
| 系統 | 主要経由地                                                    | 行先           | 運行会社 |
| --- | ------------------------------------------------------------- | -------------- | -------- |
| 東（右） | 板橋小学校前・きらくやまふれあいの丘・伊奈庁舎・紫峰ヶ丘5丁目 | 循環みらい平駅 | ■関鉄    |
| 東（左） | 伊奈東中央・茨城ゴルフ場前・紫峰ヶ丘5丁目                     | 循環みらい平駅 | ■関鉄    |
| 備考 - 循環は循環路線 - 東（右）は、つくばみらい市コミュニティバスの系統。東は東ルート、（右）は右回りを意味する。 |                                                               |                |          |

最寄駅はみらい平駅で、地区内からは4-5km離れている。

## 小・中学校の学区
市立小・中学校に通う場合、学区は以下の通りとなる。
| 番地 | 小学校                     | 中学校                       |
| ---- | -------------------------- | ---------------------------- |
| 全域 | つくばみらい市立板橋小学校 | つくばみらい市立伊奈東中学校 |

## 施設
- つくばみらい市立伊奈第四保育所
- 狸穴自治会館
- 狸穴公民館
- B-29墜落現場にある「平和の碑」